# Gondrecourt-Aix
Gondrecourt-Aix és un municipi francès situat al departament de Meurthe i Mosel·la i a la regió del Gran Est. L'any 2007 tenia 179 habitants.

## Demografia

### Població
El 2007 la població de fet de Gondrecourt-Aix era de 179 persones. Hi havia 56 famílies, de les quals 12 eren unipersonals (12 dones vivint soles i 12 dones vivint soles), 16 parelles sense fills, 24 parelles amb fills i 4 famílies monoparentals amb fills.
La població ha evolucionat segons el següent gràfic:
Habitants censats

### Habitatges
El 2007 hi havia 76 habitatges, 59 eren l'habitatge principal de la família, 15 eren segones residències i 1 estava desocupat. 74 eren cases i 1 era un apartament. Dels 59 habitatges principals, 50 estaven ocupats pels seus propietaris i 9 estaven llogats i ocupats pels llogaters; 1 tenia dues cambres, 1 en tenia tres, 8 en tenien quatre i 49 en tenien cinc o més. 54 habitatges disposaven pel capbaix d'una plaça de pàrquing. A 15 habitatges hi havia un automòbil i a 38 n'hi havia dos o més.

### Piràmide de població
La piràmide de població per edats i sexe el 2009 era:
| Homes | Edats   | Dones |
| ----- | ------- | ----- |
| 0     | 95 o +  | 0     |
| 0     | 90 a 94 | 0     |
| 0     | 85 a 89 | 0     |
| 0     | 80 a 84 | 4     |
| 4     | 75 a 79 | 4     |
| 8     | 70 a 74 | 4     |
| 4     | 65 a 69 | 4     |
| 4     | 60 a 64 | 8     |
| 0     | 55 a 59 | 0     |
| 4     | 50 a 54 | 4     |
| 0     | 45 a 49 | 4     |
| 0     | 40 a 44 | 4     |
| 8     | 35 a 39 | 8     |
| 12    | 30 a 34 | 4     |
| 4     | 25 a 29 | 4     |
| 0     | 20 a 24 | 0     |
| 4     | 15 a 19 | 4     |
| 4     | 10 a 14 | 8     |
| 0     | 5 a 9   | 12    |
| 4     | 0 a 4   | 0     |

## Economia
El 2007 la població en edat de treballar era de 114 persones, 93 eren actives i 21 eren inactives. De les 93 persones actives 87 estaven ocupades (49 homes i 38 dones) i 6 estaven aturades (4 homes i 2 dones). De les 21 persones inactives 3 estaven jubilades, 11 estaven estudiant i 7 estaven classificades com a «altres inactius».

### Ingressos
El 2009 a Gondrecourt-Aix hi havia 60 unitats fiscals que integraven 179 persones, la mediana anual d'ingressos fiscals per persona era de 15.539 €.

### Activitats econòmiques
Dels 2 establiments que hi havia el 2007, 1 era d'una empresa de fabricació d'altres productes industrials i 1 d'una empresa de comerç i reparació d'automòbils.
L'any 2000 a Gondrecourt-Aix hi havia 7 explotacions agrícoles.

## Poblacions més properes
El següent diagrama mostra les poblacions més properes.